# كرزيستوف أوستروفسكي
كرزيستوف أوستروفسكي (بالبولندية: Krzysztof Ostrowski)‏ (3 مايو 1982 فروتسواف بولندا - ) هو لاعب كرة قدم بولندي، يلعب كلاعب وسط، لعب 142 مباراة وسجل 5 أهداف.

## مسيرته

### مسيرته مع الأندية
- 2002 - 2003 لعب مع شلوسك فروتسلاو 63 مباراة سجل خلالها هدف.
- 2003 - 2004 لعب مع زاغويمبيه لوبين 10 مباريات.
- 2009 - 2009 لعب مع ليغيا وارسو 5 مباريات.
- 2009 - 2009 لعب مع رابطة وارسو [الإنجليزية]‏ 5 مباريات.
- 2009 - 2012 لعب مع ويدزي لودز 59 مباراة سجل خلالها 4 أهداف.

## روابط خارجية
- كرزيستوف أوستروفسكي على موقع قاعدة بيانات كرة القدم.إي يو (الإنجليزية)
- كرزيستوف أوستروفسكي على موقع Soccerway.com (الإنجليزية)
- كرزيستوف أوستروفسكي على موقع عالم كرة القدم.نت (الإنجليزية)